# Kolosserbrevet

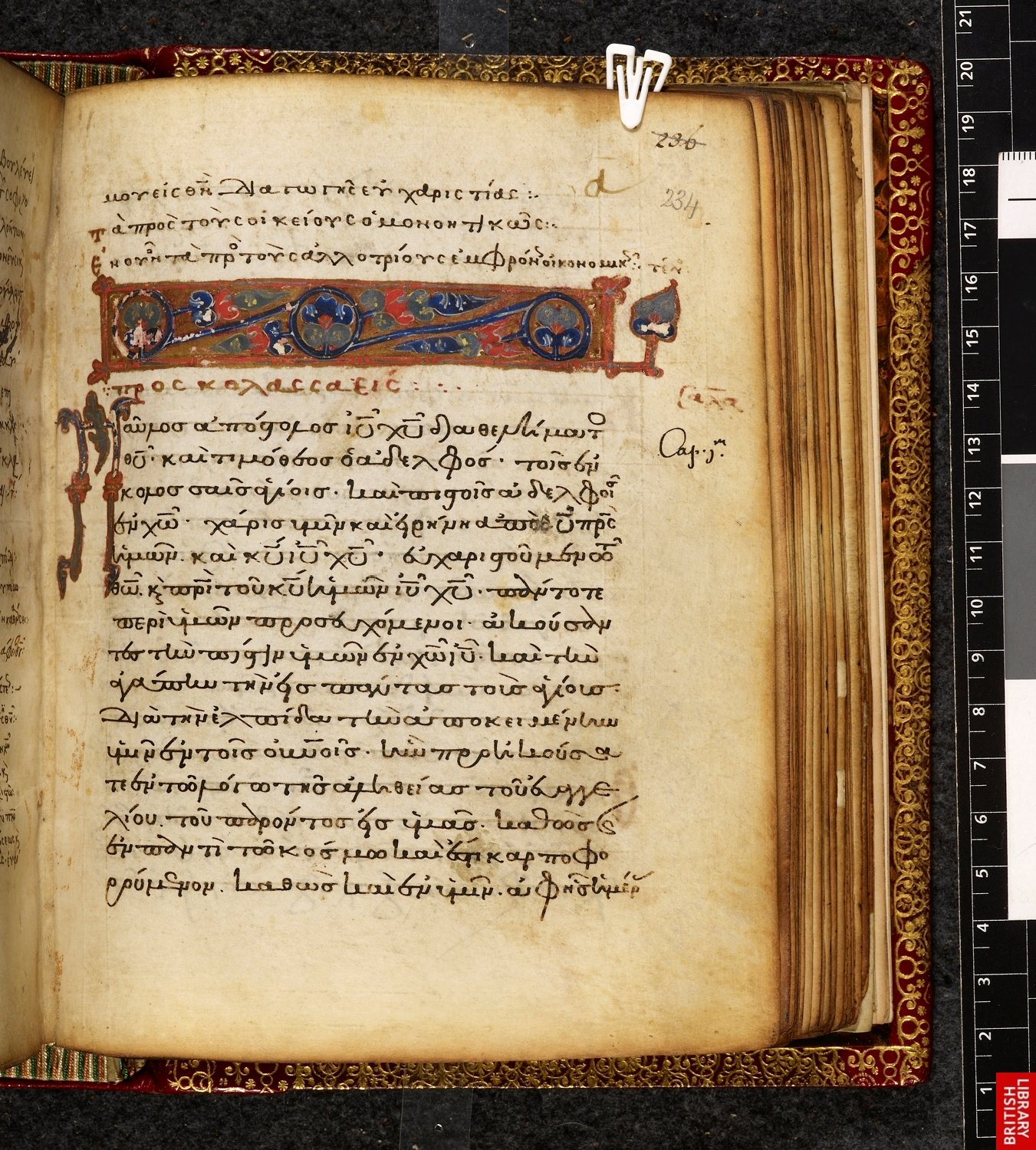
Första sidan av Kolosserbrevet i Minuskelhandskrift 321. Titeln anges som προς Κολοσσαείς, "Till Kolosserna".

Kolosserbrevet är en av böckerna i Nya Testamentet och ett av aposteln Paulus brev. Brevet skrevs av aposteln när han satt i fångenskap i mitten av första århundradet efter att ha vädjat till kejsaren. Brevet sändes till församlingen i staden Kolossai i Frygien som är belägen cirka 17 mil öster om Efesos och cirka 2 mil öster om Laodikeia i dagens Turkiet.
Paulus kritiserar i brevet församlingens tro på änglamakter som råder över världen, och vissa rituella föreskrifter som man iakttar. Kristus är Herre över allt, han fanns före skapelsen och deltog i den, och han har blivit upphöjd över allt, och han är därför också härskare över alla makter.

## Autenticitet
Brevets äkthet har i modern tid blivit omdiskuterad, bland annat av stilistiska och begreppsmässiga skäl. Ingenting hindrar dock i princip att det är Paulus som är författaren. Brevets avslutning antyder också en koppling till Filemonbrevet genom att flera personer i liknande sammanhang omnämns i båda breven, däribland läkaren Lukas och Barnabas kusin Markus. Om Paulus är den historiske författaren, skickades brevet troligen med den till Kolossai återvändande slaven Onesimos som Filemonbrevet behandlar.
Kolossai förstördes av en jordbävning år 61 och tycks inte ha blivit återuppbyggt. Följaktligen är det därför troligt att brevet avfattats senast detta år, och teorier om att det tillkommit först efter Paulus död är svåra att försvara.